# تيم بيجوت-سميث
تيم بيجوت-سميث (بالإنجليزية: Tim Pigott-Smith)‏ هو ممثل بريطاني، ولد في 13 مايو 1946 برغبي في المملكة المتحدة، وتوفي في 7 أبريل 2017 بنورثامبتون في المملكة المتحدة بسبب نوبة قلبية.
من الجوائز التي نالها رتبة الإمبراطورية البريطانية.

## أعمال

### أفلام
- (1981) الهروب إلى النصر
- (1986) مبنى الرجل الميت
- (1993) بقايا اليوم[8]
- (2002) الأحد الدامي
- (2002) عصابات نيويورك[9][10][11]
- (2003) جوني إنجلش[12]
- (2004) الإسكندر
- (2005) ثاء رمزا للثأر
- (2008) كم من العزاء[13]
- (2010) أليس في بلاد العجائب[14][15][16]
- (2013) ريد 2[17]
- (2015) صعود جوبيتر[18][19][20]
- (2017) 6 أيام

## جوائز وترشيحات
جوائز
- رتبة الإمبراطورية البريطانية

ترشيحات
- جائزة توني لأفضل ممثل في مسرحية [الإنجليزية]‏ (2016)

## وصلات خارجية
- تيم بيجوت-سميث على موقع IMDb (الإنجليزية)
- تيم بيجوت-سميث على موقع روتن توميتوز (الإنجليزية)
- تيم بيجوت-سميث على موقع ألو سيني (الفرنسية)
- تيم بيجوت-سميث على موقع ميوزك برينز (الإنجليزية)
- تيم بيجوت-سميث على موقع ميوزك برينز (الإنجليزية)
- تيم بيجوت-سميث على موقع أول موفي (الإنجليزية)
- تيم بيجوت-سميث على موقع قاعدة بيانات برودواي على الإنترنت (الإنجليزية)
- تيم بيجوت-سميث على موقع قاعدة بيانات الأفلام السويدية (السويدية)
- تيم بيجوت-سميث على موقع إن إن دي بي (الإنجليزية)
- تيم بيجوت-سميث على موقع ديسكوغز (الإنجليزية)